# Mercedes Cup 2006 - Qualificazioni singolare
Le qualificazioni del singolare  del Mercedes Cup 2006 sono state un torneo di tennis preliminare per accedere alla fase finale della manifestazione. I vincitori dell'ultimo turno sono entrati di diritto nel tabellone principale. In caso di ritiro di uno o più giocatori aventi diritto a questi sono subentrati i lucky loser, ossia i giocatori che hanno perso nell'ultimo turno ma che avevano una classifica più alta rispetto agli altri partecipanti che avevano comunque perso nel turno finale.
Le qualificazioni del torneoMercedes Cup  2006 prevedevano 24 partecipanti di cui 6 sono entrati nel tabellone principale.

## Teste di serie
1. Stefan Koubek (ultimo turno)
2. Simone Bolelli (Qualificato)
3. Nicolás Lapentti (Qualificato)
4. Juan Martín del Potro (Qualificato)
5. Flavio Cipolla (ultimo turno)
6. Diego Hartfield (Qualificato)

1. Diego Junqueira (Qualificato)
2. Peter Luczak (ultimo turno)
3. Gorka Fraile (ultimo turno)
4. Matthias Bachinger (primo turno)
5. Adrian Ungur (primo turno)
6. Hugo Armando (Qualificato)

## Qualificati
1. Diego Junqueira
2. Simone Bolelli
3. Nicolás Lapentti

1. Juan Martín del Potro
2. Hugo Armando
3. Diego Hartfield

## Tabellone

### Legenda
| - Q = Qualificato - WC = Wild card - LL = Lucky loser | - ALT = Alternate - SE = Special Exempt - PR = Protected Ranking | - w/o = Walkover - r = Ritirato - d = Squalificato |

### Sezione 1
|  | Primo turno | Primo turno           | Primo turno           | Primo turno | Primo turno |  |  | Ultimo turno | Ultimo turno    | Ultimo turno    | Ultimo turno | Ultimo turno |  |
|  |             |                       |                       |             |             |  |  |              |                 |                 |              |              |  |
|  | 1           | Stefan Koubek         | 4                     | 6           | 6           |  |  |              |                 |                 |              |              |  |
|  |             | Carlos Cuadrado       | 6                     | 1           | 1           |  |  | 1            | Stefan Koubek   | Stefan Koubek   | 2            | 5            |  |
|  | 7           | Diego Junqueira       | Diego Junqueira       | 6           | 7           |  |  | 7            | Diego Junqueira | Diego Junqueira | 6            | 7            |  |
|  |             | Juan Martín Aranguren | Juan Martín Aranguren | 3           | 62          |  |  |              |                 |                 |              |              |  |

### Sezione 2
|  | Primo turno | Primo turno          | Primo turno          | Primo turno | Primo turno |  |  | Ultimo turno | Ultimo turno   | Ultimo turno | Ultimo turno | Ultimo turno |  |
|  |             |                      |                      |             |             |  |  |              |                |              |              |              |  |
|  | 2           | Simone Bolelli       | Simone Bolelli       | 6           | 6           |  |  |              |                |              |              |              |  |
|  |             | Lars Übel            | Lars Übel            | 3           | 3           |  |  | 2            | Simone Bolelli | 4            | 6            | 6            |  |
|  | 9           | Gorka Fraile         | Gorka Fraile         | 6           | 6           |  |  | 9            | Gorka Fraile   | 6            | 3            | 2            |  |
|  |             | Daniel Gimeno Traver | Daniel Gimeno Traver | 1           | 4           |  |  |              |                |              |              |              |  |

### Sezione 3
|  | Primo turno | Primo turno          | Primo turno          | Primo turno | Primo turno |  |  | Ultimo turno | Ultimo turno     | Ultimo turno     | Ultimo turno | Ultimo turno |  |
|  |             |                      |                      |             |             |  |  |              |                  |                  |              |              |  |
|  | 3           | Nicolás Lapentti     | Nicolás Lapentti     | 6           | 6           |  |  |              |                  |                  |              |              |  |
|  |             | Michael Kohlmann     | Michael Kohlmann     | 1           | 1           |  |  | 3            | Nicolás Lapentti | Nicolás Lapentti | 7            | 6            |  |
|  | 8           | Peter Luczak         | Peter Luczak         | 6           | 6           |  |  | 8            | Peter Luczak     | Peter Luczak     | 5            | 1            |  |
|  |             | Borja Uribe-Quintana | Borja Uribe-Quintana | 0           | 0           |  |  |              |                  |                  |              |              |  |

### Sezione 4
|  | Primo turno | Primo turno           | Primo turno           | Primo turno | Primo turno |  |  | Ultimo turno | Ultimo turno          | Ultimo turno          | Ultimo turno | Ultimo turno |  |
|  |             |                       |                       |             |             |  |  |              |                       |                       |              |              |  |
|  | 4           | Juan Martín del Potro | Juan Martín del Potro | 6           | 6           |  |  |              |                       |                       |              |              |  |
|  |             | Michal Navrátil       | Michal Navrátil       | 4           | 2           |  |  | 4            | Juan Martín del Potro | Juan Martín del Potro | 6            | 6            |  |
|  |             | Matthias Bachinger    | 63                    | 6           | 6           |  |  |              | Matthias Bachinger    | Matthias Bachinger    | 4            | 1            |  |
|  | 10          | Jérôme Haehnel        | 7                     | 4           | 2           |  |  |              |                       |                       |              |              |  |

### Sezione 5
|  | Primo turno | Primo turno           | Primo turno           | Primo turno | Primo turno |  |  | Ultimo turno | Ultimo turno   | Ultimo turno   | Ultimo turno | Ultimo turno |  |
|  |             |                       |                       |             |             |  |  |              |                |                |              |              |  |
|  | 5           | Flavio Cipolla        | 5                     | 6           | 6           |  |  |              |                |                |              |              |  |
|  |             | Marc Sieber           | 7                     | 1           | 1           |  |  | 5            | Flavio Cipolla | Flavio Cipolla | 2            | 3            |  |
|  | 12          | Hugo Armando          | Hugo Armando          | 7           | 6           |  |  | 12           | Hugo Armando   | Hugo Armando   | 6            | 6            |  |
|  |             | Carlos Martinez-Comet | Carlos Martinez-Comet | 63          | 3           |  |  |              |                |                |              |              |  |

### Sezione 6
|  | Primo turno | Primo turno      | Primo turno      | Primo turno | Primo turno |  |  | Ultimo turno | Ultimo turno    | Ultimo turno    | Ultimo turno | Ultimo turno |  |
|  |             |                  |                  |             |             |  |  |              |                 |                 |              |              |  |
|  | 6           | Diego Hartfield  | Diego Hartfield  | 6           | 6           |  |  |              |                 |                 |              |              |  |
|  |             | Aljoscha Thron   | Aljoscha Thron   | 1           | 4           |  |  | 6            | Diego Hartfield | Diego Hartfield | 6            | 6            |  |
|  |             | Adrian Ungur     | Adrian Ungur     | 6           | 6           |  |  |              | Adrian Ungur    | Adrian Ungur    | 1            | 1            |  |
|  | 11          | Rainer Eitzinger | Rainer Eitzinger | 4           | 2           |  |  |              |                 |                 |              |              |  |